# بلایت (کالیفرنیا)
بلایت (به انگلیسی: Blythe) شهری در شهرستان ریورساید، کالیفرنیا ایالت کالیفرنیا است که در سرشماری سال ۲۰۱۰ میلادی، ۲۰۸۱۷ نفر جمعیت داشته است.